# Тейшейра, Мигель
Мигель Тейшейра (порт. Miguel Teixeira, род. 20 марта 1979) — мозамбийский шоссейный велогонщик.

## Карьера
В феврале 2011 года на Чемпионате Мозамбика стал победителем в групповой гонке и занял второе место в индивидуальной гонке. В августе того же года пройдя предварительный отбор был включён в состав сборной на Всеафриканские игры 2011 года которые проходили в Мапуту (Мозамбик). На этих Играх принял участие только в индивидуальной гонке на шоссе, по итогам которой занял 26-е место уступив победителю Жаку Янсе ван Ренсбургу около 8 минут.
Спустя четыре года снова вошёл в состав сборной на Африканские игры 2015 года в Браззавиле (Республика Конго). На них принял участие в шоссейных дисциплинах. Сначала в индивидуальной гонке занял 33 место, уступив победителю 2,5 минуты. А затем в групповой гонке где финишировал в большой группе примерно из 40 гонщиков в 30-и секундах позади победителя, заняв в итоге 25-е место.

## Достижения
2011
 Чемпион Мозамбика — групповая гонка
2-й на Чемпионате Мозамбика — индивидуальная гонка